# Ivars Godmanis
Ivars Godmanis, né le 27 novembre 1951 à Riga, alors en Union soviétique, est un homme d'État letton membre du parti Premier Parti de Lettonie/Voie lettonne (LPP/LC).
À la fin des années 1980, il figure parmi les dirigeants du Front populaire de Lettonie (LTF), ce qui lui permet de prendre la tête, en 1990, du premier gouvernement de la Lettonie indépendante. Il échoue trois ans plus tard à faire entrer son parti au Saeima, rejoint la Voie lettonne (LC), puis se met en retrait de la vie politique jusqu'à son élection comme député, en 1998.
Il devient aussitôt ministre des Finances dans la coalition gouvernementale dirigée par Vilis Krištopans, mais celle-ci perd le pouvoir au bout de huit mois. Élu président de la Voie lettonne en 2005, il revient au gouvernement l'année suivante, en tant que ministre de l'Intérieur sous la direction d'Aigars Kalvītis. À la suite de la démission de ce dernier, en 2007, il redevient Premier ministre à la tête d'une alliance de quatre partis.
Il est contraint à la démission au début de l'année 2009, du fait des graves conséquences de la crise économique mondiale sur l'économie lettone, mais est élu quelques mois plus tard député au Parlement européen.

## Biographie

### Formation
Après avoir fini ses études secondaires à Rīga, il effectue des études supérieures de physique des solides à l'université d'État de Lettonie, dont il est diplômé en 1974. Il travaille ensuite comme assistant de recherche à l'institut de physique des solides pendant quatorze ans, obtenant un doctorat de physique de l'université de Lettonie en 1992.

### Carrière professionnelle
Il occupe brièvement un poste de maître de conférences d'informatique à l'université de Lettonie entre 1987 et 1988, puis met sa carrière entre parenthèses pour se lancer en politique. Après s'être temporairement retiré de la politique en 1993, il devient vice-président de la société Software House Rīga un an plus tard, puis prend la présidence de la banque Latvijas Krājbanka.
Il reprend ses activités politiques en 1998, puis fait son retour dans le monde de l'entreprise en 2002. Au cours de cette période, qui prend fin en 2006, il a notamment été directeur des programmes de Radio SWH.

### Carrière de musicien
Ivars Godmanis est connu pour être un amateur de rock. Il anime une chronique chaque dimanche sur Radio SWH et a joué de la batterie lors du concert de Queen et Paul Rodgers à Riga le 19 septembre 2008.

### Carrière politique

#### Premier chef de gouvernement de l'indépendance
Il entre au comité politique du Front populaire de Lettonie (LTF) en 1988, et en est désigné vice-président dès l'année suivante. Le 7 mai 1990, Ivars Godmanis devient président du Conseil des ministres et est alors le premier chef de gouvernement de la Lettonie indépendante. Il prend la tête d'une coalition gouvernementale rassemblant le LTF et le parti de la Voie lettonne (LC).
Il doit notamment gérer l'invasion du pays par l'Armée rouge en janvier 1991 et faire face à la crise économique qui suit la libéralisation de l'économie. L'inflation atteint ainsi 958,6 % en 1992, le chômage connaît une forte hausse et de nombreuses entreprises publiques font faillite.
Il quitte le pouvoir après sa très lourde défaite aux premières élections législatives du pays indépendant, en juin 1993, le LTF n'ayant remporté que 2,63 % des voix alors que la LC en décroche 32,4 %.

#### Ministre par deux fois
Il adhère en 1997 au parti de la Voie lettonne (LC), et entre aussitôt au bureau du parti en sa qualité de président du comité politique. Il est élu l'année suivante député au Saeima, puis nommé, le 26 novembre 1998, ministre des Finances de Lettonie dans la coalition de Vilis Krištopans. Ce dernier perd le pouvoir dès le 16 juillet 1999, l'année où Godmanis est désigné vice-président de la LC.
Il occupe ce poste, et un siège de député, jusqu'en 2002, puis est élu, trois ans plus tard, président du parti. En vue des élections législatives du 7 octobre 2006, il forme une coalition politique avec le Premier Parti de Lettonie (LPP) et obtient 10 députés, soit autant que le LPP à lui tout seul au scrutin de 2002.
L'alliance est ensuite appelée à faire partie du nouveau cabinet d'Aigars Kalvītis, et Godmanis est alors choisi comme nouveau ministre de l'Intérieur le 7 octobre 2006.

#### À nouveau Premier ministre
À la suite d'accusations d'abus de pouvoir suivies de manifestations, Kalvītis démissionne de la direction du gouvernement et le président Valdis Zatlers choisit, le 5 décembre 2007, Ivars Godmanis pour lui succéder en tant que Premier ministre. Il maintient la coalition gouvernementale sortante, constituée du Parti populaire (TP), de l'Union des verts et des paysans (ZZS), de l'alliance LPP/LC et de Pour la patrie et la liberté (TB/LNNK).
Il est victime, le 18 juin 2008, d'un accident de la circulation, sa voiture officielle ayant percuté un minibus. Cela entraîne une opération le lendemain et le surlendemain.
Du fait des graves conséquences de la crise économique mondiale de la fin des années 2000, des manifestations contre son gouvernement se transforment en émeutes durant le mois de janvier 2010. Il échappe par trois fois à une motion de censure dans le courant du mois de février, mais annonce finalement sa démission le 21 de ce mois. Il est remplacé cinq jours plus tard par le député européen Valdis Dombrovskis, du parti Nouvelle Ère (JL), et continue à siéger au Saeima.
L'alliance LPP/LC s'étant transformée en force politique unique au cours de l'année 2007, il en devient coprésident aux côtés d'Ainārs Šlesers.

#### Député européen
Candidat aux élections européennes du 6 juin 2009 sur la liste de LPP/LC, il est élu au Parlement européen, étant le seul député de sa liste, qui remporte 7,5 % des voix. Au cours de cette même année 2009, il abandonne la coprésidence de sa formation.

## Distinctions
- Ordre de la Croix de Terra Mariana de première classe